# Мирешты
Мирешты (рум. Mireşti, Мирешть) — село в Хынчештском районе Молдавии. Является административным центром коммуны Мирешты, включающей также село Кетрошены.

## География
Село расположено на высоте 190 метров над уровнем моря.

## Население
По данным переписи населения 2004 года, в селе Мирешть проживает 915 человек (451 мужчина, 464 женщины).
Этнический состав села:
| Национальность | Число жителей | Процентный состав |
| -------------- | ------------- | ----------------- |
| молдаване      | 903           | 98.69             |
| румыны         | 8             | 0.87              |
| украинцы       | 3             | 0.33              |
| русские        | 1             | 0.11              |
| Всего          | 915           | 100%              |